# Danske statsministerfruer
Følgende liste er over statsministerfruer siden titlen skiftede fra konseilspræsident til statsminister i 1918.
| Nr. | Statsministerfrue                                  | Portræt | Tiltrædelse | Afgang     | Tid i embedet    | Statsminister          | Portræt |
| --- | -------------------------------------------------- | ------- | ----------- | ---------- | ---------------- | ---------------------- | ------- |
| 20  | Mathilde Henriette Trier                           |         | 21.04.1918  | 30.03.1920 | 1 år og 345 dage | Carl Theodor Zahle     |         |
| 22  | Johanne Louise Heide                               |         | 30.03.1920  | 05.04.1920 | 0 år og 7 dage   | Otto Liebe             |         |
| 23  | Lilli Ida Marie Collard                            |         | 05.04.1920  | 05.05.1920 | 0 år og 31 dage  | M.P. Friis             |         |
| 18  | Dagmar Jensine Cecilie Lind                        |         | 05.05.1920  | 23.04.1924 | 3 år og 355 dage | Niels Neergaard        |         |
| 25  | Olga Sofie Stauning                                |         | 23.04.1924  | 14.12.1926 | 2 år og 236 dage | Thorvald Stauning      |         |
| 26  | Marie Madsen-Mygdal                                |         | 14.12.1926  | 30.04.1929 | 2 år og 138 dage | Thomas Madsen-Mygdal   |         |
| 25  | Olga Sofie Stauning (1929 - 1930)                  |         | 30.04.1929  | 03.05.1942 | 13 år og 4 dage  | Thorvald Stauning      |         |
| 27  | Thyra Thygesen Schmidt                             |         | 04.05.1942  | 09.11.1942 | 0 år og 190 dage | Vilhelm Buhl           |         |
| 28  | Emma Eliza Hansen                                  |         | 09.11.1942  | 05.05.1945 | 2 år og 178 dage | Erik Scavenius         |         |
| 27  | Thyra Thygesen Schmidt                             |         | 05.05.1945  | 07.11.1945 | 0 år og 187 dage | Vilhelm Buhl           |         |
| ?   | Ingen statsministerfrue                            |         | 07.11.1945  | 13.11.1947 | 2 år og 7 dage   | Knud Kristensen        |         |
| 29  | Ella Gudrun Ingeborg Holleufer                     |         | 13.11.1947  | 30.10.1950 | 2 år og 352 dage | Hans Hedtoft           |         |
| 30  | Else Hansen                                        |         | 30.10.1950  | 30.09.1953 | 2 år og 336 dage | Erik Eriksen           |         |
| 29  | Ella Gudrun Ingeborg Holleufer                     |         | 30.09.1953  | 01.02.1955 | 1 år og 125 dage | Hans Hedtoft           |         |
| 31  | Gerda Nielsen                                      |         | 01.02.1955  | 19.02.1960 | 5 år og 19 dage  | H.C. Hansen            |         |
| 32  | Eva Marie Hedevig Brinch                           |         | 21.02.1960  | 03.09.1962 | 2 år og 195 dage | Viggo Kampmann         |         |
| 33  | Helle Virkner                                      |         | 03.09.1962  | 02.02.1968 | 5 år og 153 dage | Jens Otto Krag         |         |
| 34  | Egone Baunsgaard                                   |         | 02.02.1968  | 11.10.1971 | 3 år og 252 dage | Hilmar Baunsgaard      |         |
| 33  | Helle Virkner                                      |         | 11.10.1971  | 05.10.1972 | 0 år 361 dage    | Jens Otto Krag         |         |
| 35  | Ingrid Jørgensen                                   |         | 05.10.1972  | 19.12.1973 | 1 år og 76 dage  | Anker Jørgensen        |         |
| 36  | Elsebeth Hartling                                  |         | 19.12.1973  | 13.02.1975 | 1 år og 57 dage  | Poul Hartling          |         |
| 35  | Ingrid Jørgensen                                   |         | 13.02.1975  | 10.09.1982 | 7 år og 210 dage | Anker Jørgensen        |         |
| 37  | Lisbeth Schlüter (1982 - 1988)                     |         | 10.09.1982  | 17.02.1988 | 5 år og 161 dage | Poul Schlüter          |         |
| 38  | Anne Marie Vessel Schlüter (1989 - 1993)           |         | 21.07.1989  | 25.01.1993 | 3 år og 189 dage | Poul Schlüter          |         |
| 39  | Lone Dybkjær                                       |         | 25.01.1993  | 27.11.2001 | 8 år og 307 dage | Poul Nyrup Rasmussen   |         |
| 40  | Anne-Mette Rasmussen                               |         | 27.11.2001  | 05.04.2009 | 7 år og 130 dage | Anders Fogh Rasmussen  |         |
| 41  | Sólrun Løkke Rasmussen                             |         | 05.04.2009  | 03.10.2011 | 2 år og 182 dage | Lars Løkke Rasmussen   |         |
| 42  | Stephen Kinnock (mand til kvindelig statsminister) |         | 03.10.2011  | 28.06.2015 | 3 år og 269 dage | Helle Thorning-Schmidt |         |
| 41  | Sólrun Løkke Rasmussen                             |         | 28.06.2015  | 27.06.2019 | 3 år og 364 dage | Lars Løkke Rasmussen   |         |
| 43  | Bo Tengberg (mand til kvindelig statsminister)     |         | 15.07.2020  |            |                  | Mette Frederiksen      |         |